# Ahés Pfuhl
Ahés Pfuhl ist der Name für einen Tümpel und eine Nachbarschaft in der Brandenburger Gemeinde Woltersdorf.

## Namensherkunft
Der Name des Pfuhls geht auf Ferdinand von der Ahé zurück. Dieser betrieb auf seinem Acker eine Lehmkute, die jedoch schnell erschöpft war und mit Grundwasser volllief. Später wurde der Teich zu einer kleinen Grünanlage erweitert.

## Geographie
Ahés Pfuhl liegt an der Eichbergstraße, nordwestlich vom alten Dorf und am historischen Ostrand der Gartenstadt Schönblick. Die Nachbarschaft liegt zwischen der Vogelsdorfer Straße im Osten, der Berliner Straße im Süden, der Baumschulenstraße im Westen und der Straße An den Fuchsbergen im Norden.

## Geschichte
Die Gegend um Ahés Pfuhl gehörte bis 1903 zu den Ackerfeldern des Großen Feldes. 1868 kaufte Ferdinand von der Ahé den Alten Hof (Nr. 15) und ließ auf dem Ackerfeld eine Lehmgrube anlegen. Diese war jedoch nicht sehr ergiebig und wurde ab 1880 aufgegeben. Die Grube lief mit Grund- und Regenwasser voll und bildete nun einen kleinen Teich, der nach seinem Besitzer benannt wurde. 
Richard Zoozmann, ein häufiger Sommergast in Woltersdorf, schrieb 1909 folgendes Gedicht über Ahés Pfuhl:

„Der Teich liegt abseits, treibt nicht Rad noch Mühle,
Und trägt auch keinen Kahn; nur ab und zu
Rudert ein Gänslein drin mit rotem Schuh,
Sich zu erfrischen in des Tages Schwüle

Ich sitze oft am Hang auf grasigem Pfühle
Indes der Hirte weidet Schaf und Kuh – 
Still ist’s, nur manchmal zittert durch die Ruh
Der Stundenschlag vom Glockenturm-Gestühle.“

1895 starb von der Ahé und der neue Eigentümer hieß Julius Stolpmann. Er war 1902 einer der wenigen Hofbesitzer, der sein Ackerland westlich des Dorfes nicht an Bruno Wilhelmi verkaufte, der hier ein Jahr später die Gartenstadt Schönblick gründete. 1907 erwarb die Gemeinde den Alten Hof, riss die hintere Scheune ab und errichtete dort ein erstes Feuerwehrhaus. Heute befindet sich dort das Rathaus. Zwei Jahre später verkaufte die Gemeinde das Ackerland samt Ahés Pfuhl an Gustav Janke, den Finanzier der Straßenbahn. Dieser wollte Schönblick bis zum Dorf erweitern, was jedoch durch Weltkrieg und Inflation verzögert wurde. Selbst das ehemalige Ackerland gegenüber von Ahés Pfuhl im Westen der Eichbergstraße, das bereits zu Schönblick gehörte, war bis 1918 kaum erschlossen. Erst in den Zwanzigern wurde die Gegend um Ahés Pfuhl besiedelt. Im Jahr 2000 wurde ein neues Feuerwehrgebäude unweit von Ahés Pfuhl an der Berliner Straße eingeweiht.